# Covăsânț
Covăsânț is een Roemeense gemeente in het district Arad.
Covăsânț telt 2634 inwoners.